# Distretto di Bélapátfalva
Il distretto di Bélapátfalva (in ungherese Bélapátfalvai járás) è un distretto dell'Ungheria, situato nella provincia di Heves.